# Gueorgui Bourkov
Gueorgui Ivanovitch Bourkov (en russe : Георгий Иванович Бурков), né à Moscou le 31 mai 1933 et mort à Perm le 19 juillet 1990 , est un acteur et metteur en scène soviétique, apparu dans 70 films entre 1967 et 1988. Il est nommé artiste émérite de l'URSS en 1980,,.

## Biographie
Gueorgui Bourkov est étudiant de 1952 à 1956 à l'Université d'État de Perm et, en soirée, de 1955 à 1958 au Théâtre dramatique de Perm. Il joue aux théâtres de Perm, de Kemerovo, de Berezniki et d'autres villes. Ensuite, il est comédien :
- depuis 1965, au Théâtre dramatique Stanislavski à Moscou
- en 1970 et 1971, au Théâtre Sovremennik (Théâtre contemporain) à Moscou
- en 1980, au théâtre d'art académique Gorki (ru) à Moscou
- de 1984 à 1987, au théâtre Pouchkine.

En 1988, il est nommé directeur artistique au Centre de la culture Shoukshine.
Gueorgui Bourkov meurt en 1990 à l'âge de 57 ans d'une embolie pulmonaire et est enterré au cimetière Vagankovo à Moscou.

## Filmographie partielle
- 1971 : Libération de Youri Ozerov : un soldat russe
- 1972 : À bâtons rompus (Печки-лавочки, Petchki-lavotchki) de Vassili Choukchine : voleur dans le train
- 1974 : L'Obier rouge de Vassili Choukchine : Goubochlep
- 1975 : Ils ont combattu pour la patrie de Sergueï Bondartchouk : Alexandre Kopytovski
- 1975 : L'Ironie du sort d'Eldar Riazanov : Misha
- 1977 : Les Orphelins de Nikolaï Goubenko
- 1977 : Romance de bureau (Служебный роман) de Eldar Riazanov : Zhora, homme à tout faire
- 1977 : La Steppe (Степь) de Sergueï Bondartchouk : Vassia
- 1979 : Les Bonnes Gens (Добряки) de Karen Chakhnazarov : Gordey Kabachkov
- 1982 : Ce n'est pas à l'église qu'on nous mariait (Нас венчали не в церкви, Nas venychali nie v tserkvi) de Boris Tokarev : paysan
- 1984 : Romance cruelle (Жестокий романс) de Eldar Riazanov : Arkadi Stchaslivtsev, acteur alcoolique
- 1985 : L'Invitée du futur (Гостья из будущего) de Pavel Arsenov : Alexandre Borisovitch, médecin
- 1985 : Soir d'hiver à Gagra (Зимний вечер в Гаграх) de Karen Chakhnazarov : barman
- 1986 : Boris Godounov de Sergueï Bondartchouk